# APH1A
APH1A (англ. Aph-1 homolog A, gamma-secretase subunit) – білок, який кодується однойменним геном, розташованим у людей на 1-й хромосомі. Довжина поліпептидного ланцюга білка становить 265 амінокислот, а молекулярна маса — 28 996.
| 10         |  | 20         |  | 30         |  | 40         |  | 50         |
| ---------- |  | ---------- |  | ---------- |  | ---------- |  | ---------- |
| MGAAVFFGCT |  | FVAFGPAFAL |  | FLITVAGDPL |  | RVIILVAGAF |  | FWLVSLLLAS |
| VVWFILVHVT |  | DRSDARLQYG |  | LLIFGAAVSV |  | LLQEVFRFAY |  | YKLLKKADEG |
| LASLSEDGRS |  | PISIRQMAYV |  | SGLSFGIISG |  | VFSVINILAD |  | ALGPGVVGIH |
| GDSPYYFLTS |  | AFLTAAIILL |  | HTFWGVVFFD |  | ACERRRYWAL |  | GLVVGSHLLT |
| SGLTFLNPWY |  | EASLLPIYAV |  | TVSMGLWAFI |  | TAGGSLRSIQ |  | RSLLCRRQED |
| SRVMVYSALR |  | IPPED      |  |            |  |            |  |            |

A: Аланін

C: Цистеїн

D: Аспарагінова кислота

E: Глутамінова кислота

F: Фенілаланін

G: Гліцин

H: Гістидин

I: Ізолейцин

K: Лізин

L: Лейцин

M: Метіонін

N: Аспарагін

P: Пролін

Q: Глутамін

R: Аргінін

S: Серин

T: Треонін

V: Валін

W: Триптофан

Задіяний у такому біологічному процесі, як альтернативний сплайсинг. 
Локалізований у мембрані, ендоплазматичному ретикулумі, апараті гольджі.